# Agence nationale de la police (Corée du Sud)
Pour les articles homonymes, voir Agence nationale de la police.
L'Agence nationale de la police en Corée du Sud est l’organisation de police nationale, dirigée par le ministère sud-coréen de l'Administration gouvernementale et de l'Intérieur. En tant qu'agence nationale de la police, elle fournit l'ensemble des services policiers pour tout le pays.

## Historique
Elle est créée sous le gouvernement militaire des États-Unis après la libération de la Corée de la colonisation japonaise en 1945.

## Organisation en 2010
Elle a son quartier général à Séoul, et est divisée en seize bureaux de police régionaux de la police, incluant l'Agence de police métropolitaine de Séoul et 244 postes de police à l'échelle nationale.  
En 2004, il y avait 96 000 policiers. Une loi approuvée en mai 2010 va faire passer les effectifs à 100 611 postes. 

### Agences locales de la police en 2004
- Séoul: 31 commissariats de police et 24 736 policiers
- Busan: 14 commissariats de police et 7 736 policiers
- Daegu: 8 commissariats de police et 4 499 policiers
- Incheon: 8 commissariats de police et 4 437 policiers
- Ulsan: 3 commissariats de police et 1 829 policiers
- Gyeonggi: 30 commissariats de police et 12 483 policiers
- Gangwon: 17 commissariats de police et 3 694 policiers
- Chungbuk (Chungcheong du Nord): 11 commissariats de police et 2 901 policiers
- Chungnam (Chungcheong du Sud): 19 commissariats de police et 5 808 policiers
- Jeonbuk (Cheolla du Nord): 15 commissariats de police et 4 498 policiers
- Jeonnam (Cheolla du Sud): 26 commissariats de police et 7 408 policiers
- Gyeongbuk (Gyeongsang du Nord): 24 commissariats de police et 5 765 policiers
- Gyeongnam (Gyeongsang du Sud) 22 commissariats de police et 5 589 policiers
- Jeju: 2 commissariats de police et 1 282 policiers

## Armement
Le revolver Smith & Wesson modèle 10 en calibre .38 Special fut pendant des décennies l'arme de service des policiers sud-coréens. Il est partiellement remplacé par le revolver Smith & Wesson modèle 60 de même calibre au milieu des années 2000. L'arme est portée dans un étui à rabat (flap holster). 
Le S&W 60 serait à terme remplacé par un "pistolet non-létal"; il s'agit en réalité du revolver STRV9 fabriqué par Daewoo. Le revolver peut effectivement tirer des balles en caoutchouc (à létalité réduite), mais également des munitions létales de 9mm Parabellum.
Les unités d'intervention de la police coréenne SOU (Special Operation Units), équivalentes aux antennes GIGN / RAID disposent d'un armement bien plus conséquent.
Cette philosophie d'une police locale légèrement armée appuyée par des unités d'intervention bien plus armées est très proche de celle de la police japonaise, en effet, le revolver à cinq coups est suffisant dans le contexte local, où l'accès (légal comme illégal) aux armes à feu est très strict et très encadré.